# Helicobacter pylori
 Denne artikel bør gennemlæses af en person med fagkendskab for at sikre den faglige korrekthed.

Helicobacter pylori er en bakterie, som inficerer slimhinden i menneskets mave. Mange mavesår og nogle typer mavekatar skyldes H. pylori-infektion, selv om de fleste infektioner forløber uden symptomer.
Helicobater pylori er en spiralformet og Gram-negativ bakterie, som kun findes hos mennesket. Ca. 50% af alle mennesker har den, færrest i lande med høj hygiejne-standard. I udviklingslande findes den hos næsten alle, idet den erhverves i den tidlige barndom, som regel ved smitte fra mor til barn.
Bakterien har tilpasset sig specielt til at leve i menneskets mavesæk og tolvfingertarm, hvor den forårsager en betændelsestilstand. Bakterien er tilpasningsdygtig, og dens forskellige stammer har varierende egenskaber, hvilket bl.a. vedrører evnen til at hæfte sig til mavens slimhinde og til graden af den betændelse, der fremkaldes. Selv hos det enkelte inficerede menneske er bakterierne ikke ens, og ved en kronisk infektion tilpasser bakterien sig til ændrede forhold over tid.
Kun 10-15% af de inficerede udvikler mavesår, mens de øvrige ikke udviser symptomer. Årsagerne til denne forskel kan ligge i forskelle i bakteriens egenskaber eller i forskelle i det menneskelige immunsystem.
Der forskes intensivt i bakterien for at fastslå dens rolle i andre sygdomme, som også hænger sammen med betændelsesagtige tilstande, herunder mavekræft. I den forbindelse er det for nylig lykkedes at overføre bakterien til den mongolske ørkenrotte med henblik på forsøg og videnskabelige undersøgelser.
Der er en teori om at Helicobacter pylori i mange tilfælde gavner mennesker ved at omdanne noget urinstof til gavnlige proteiner - og i så fald lever bakterien i disse tilfælde i symbiose med os. I så fald redder den liv ved underernæring. Ny forskning viser at astma, eksem og høfeber hænger sammen med H. pylori, således at bærere af bakterien kun har halvt så stor en risiko for udviklingen af disse sygdomme som personer, der er fri for bakterien. En forklaring på den gavnlige virkning kan være, at H. pylori stimulerer T-celler, som dæmper immunsystemets reaktion på allergener.
Bakterien og dens grundlæggende betydning for udviklingen af mavesår blev opdaget i 1982 af de australske forskere Barry J. Marshall og J. Robin Warren, som i 2005 i fællesskab modtog Nobelprisen i fysiologi eller medicin for opdagelsen.

## Sygdom, epidemiologi, prævalens og transmission
Helicobacter pylori-infektionen (HP-infektion) er den mest udbredte bakterielle infektion i verden, men trods dette har (eller får) kun de færreste symptomer. HP-infektion er associeret til duodenalsår (ved inflammation i antrum), ventrikelsår (ved mere udbredt corpus gastritis) samt ventrikelcancer (ved atrofi og metaplasi). Der er desuden en sammenhæng mellem HP og ventrikelmucosa-associeret lymfoidt-vævs-(MALT)-lymfom og yderst interessant har det vist sig at alene eradikation (behandling) af HP medfører regression i ventrikel-MALT lymfom i 70-80% af tilfældene.
HP-infektion rammer såvel mænd som kvinder, men prævalensen varierer fra land til land og selv inden for grupper i samme land. Prævalensen er knyttet til det pågældende lands sociale og økonomiske situation og generelt set er prævalensen lavere i ilande end i ulande. I ulande er profilen typisk sådan, at man smittes i den tidlige barndom, mens smitte- og bærertilstanden i barndommen er sjælden i ilande. Undersøgelser der har sammenlignet epidemiologiske data fra u- og ilande har vist en prævalens på ca. 0-5% blandt børn fra ilande sammenlignet med 13-60% hos børn fra ulande. I industrialiserede lande ser man til gengæld en stigende prævalens med stigende alder, således at kun op til 10% af de 18-30-årige er smittet, mens det er op til 50% blandt de 50-årige, hvorimod man finder HP hos ca. 80% af de midaldrende i ulande. I Danmark angives prævalensen af HP til 20%, mens den er ca. 50% hos patienter med blødende mavesår.
Erhvervelsen finder sted via oral-oral eller fæcal-oral smitte typisk inden for familien gennem opkast, savl og fæces, mens transmission via fæcalt kontramineret vand muligvis spiller en ikke ubetydelig rolle i ulande. Forskellen i den høje prævalens hos børn i ulande og den generelt højere prævalens i ulande versus ilande skal således findes i den tætte intrapersonelle kontakt der medfører optimale forhold for smitte: med mange mennesker boende på lidt plads, mange søskende, at man ofte deler seng, samt den mangelfulde adgang til rent drikkevand, dårlige sanitære forhold og generelt dårlig hygiejne.
Symptomer og sygdommen optræder i Danmark typisk hos de 50-60-årige og komplikationerne; blødning og perforation, ses typisk først 10 år senere svarende til hos de 60-70-årige. I Danmark er sygdommen trods sin lave mortalitet på 2‰ pr. år en væsentlig årsag til morbiditet og derved direkte som indirekte årsag til ikke ubetydelige udgifter for sundhedsvæsnet. Alene de samlede udgifter til ulcusmedicin er i perioden 1997-2002 steget med mere end 200mio. kr..

## Morfologi og patogenese
HP er en bevægelig, gram-negativ, 0,5-0,9 x 3 µm mikroaerofil bøjet eller S-formet stav med 1-3 turns og en samling af 4-7 sheated flageller ved cellens ene pol.
HPs flageller og spiralform gør den mobil og i stand til at bore sig ned i ventriklens mucuslag, hvilket er essentielt for kolonisationen der yderligere understøttes af adhæsiner som BabA (blodgruppe antigen-bindende adhæsin) på celleoverfladen, som gør HP i stand til at fæstne sig til epitelcellevæggen. I starten havde forskere svært ved at acceptere at der kunne være bakterier i ventriklens sure miljø, men HP frigiver store mængder urease der hydrolyserer urea i det gastriske miljø til karbondioxid og ammoniak, hvilket resulterer i nedsat aciditet omkring bakterien; dette er årsagen til at den kan overleve i det ugæstfrie miljø.
Omkring 50% af HP-stammerne producerer desuden cytotoxinet CagA (Cytotoxin-associeret gen A) der er blevet sammenkædet med aktiv gastritis, peptisk ulceration og ventrikelcancer, idet de patienter der præsenterer de sværeste sygdomstilfælde er mere tilbøjelige til at frigive CagA sammenlignet med asymptomatiske patienter. Til gengæld indeholder alle HP-stammerne genet kodende for VacA (Vacuolating cytotoxin), der in vitro er vist at være årsag til celleskade, mens det in vivo er vist at være årsag til ventrikel-vævsskade. VacA fungerer som en passiv urea-transporter der potentielt er i stand til øge ventrikelepitelets permeabilitet over for urea og derved skabe et gunstigt miljø for HP. CagA menes at være nødvendig for transskriptionen, udskillelsen og funktionen af VacA-cytotoxinet og stammer der producerer både CagA og VacA medfører en mere intens vævsinflammation og derved forøgede symptomer hos de patienter der er koloniseret med CagA-/VacA-producerende bakterier.
Yderligere svækkes den mucosale cellemembran via frigivelse af proteaser, katalaser og phospholipaser fra HP, hvorved der tillades tilbagediffusion af hydrogenioner resulterende i yderligere vævsskade samt et lokalt immunrespons. Der er også evidens for at HP er ansvarlig for en reducering i askorbinsyreniveauet i mavesaften, hvilket er vist at prædisponere til såvel ventrikelcancer som ulceration.

## Diagnostiske test
Man skelner mellem non-invasive og invasive undersøgelsesmetoder og teknikken kan være direkte (dyrkning eller mikroskopi) eller indirekte (urease eller antistof). De non-invasive omfatter urea breath test (UBT), serologiske test og antigentest på fæces, mens de invasive udgøres af gastroskopi med samtidig biopsitagning.
Non-invasive testmetoder
Urea (carbamid) breathe test er en ”pusteprøve” der foretages efter peroral indtagelse af urea mærket med ¹³C (ikke-radioaktivt) eller 14C (radioaktiv isotop). Herved udnytter man at HP danner store mængder af urease, der i tilfælde af tilstedeværelsen af HP vil resultere i omdannelse af den mærkede urea til mærket carbondioxid (CO2), som man så kan måle koncentrationen og tilstedeværelsen af i udåndingsluften. Begge test tager ca. 20 minutter at lave, men over for patienten har ¹³C-testen den fordel at dens isotop ikke er radioaktiv; dog er mængden af radioaktivitet som 14C-testen frigiver ganske beskeden svarende til én dags baggrundsstråling. Testen har en sensitivitet og specificitet på mere end 90% og er indiceret som initialtest for HP-infektion eller som followup-test efter endt eradikationsbehandling. Mindst en uge inden UBT er det vigtigt at antisekretoriske lægemidler seponeres eller pauseres, samt at antibiotika er seponeret senest 4 uger før, for at eliminere antallet af falsk positive resultater og derved for at få den bedste ide om den aktuelle HP-status.
Serologiske test med påvisning af cirkulerende IgG- og IgA-antistoffer mod HP ved hjælp af ELISA (Enzym-linked immunosorbant assay) har omtrent samme sensitivitet og specificitet som UBT, men er ikke velegnet til påvisning af behandlingseffekten, da antistoftiteren er forhøjet flere måneder efter endt eradikation, men omvendt er den anbefalelsesværdig til symptomatiske børn da den er non-invasiv og kun kræver lidt kooperation.
Desuden er det muligt at undersøg spyt og urin for antistoffer mod HP, men disse undersøgelsesmetoder nævnes ikke i ”the Maastricht guidelines”.
At teste fæces for antigen er et alternativ til primær diagnostik af HP eller til kontrol efter eradikationsbehandling, hvor UBT ikke er tilgængelig og har en sensitivitet på 89-98% og en specificitet på over 90%.
Invasive testmetoder
Invasive undersøgelsesmetoder forbeholdes patienter med alarmerende symptomer så som anæmi, gastrointestinal blødning og vægttab, samt til patienter over 50 år, men kan også anvendes som et alternativ til UBT både som initialtest eller som kontrol efter endt eradikationsbehandling. I dette tilfælde gælder samme forhold som ved kontrol ved hjælp af UBT med hensyn til ophør eller pausering af medicin inden testning.
Ud over at sår, sårrande, placering, dybde, blødning, cancer-suspektet og inflammationstegn visualiseres ved endoskopi, så giver biopsi følgende muligheder: biopsi-urease-test, histologisvar og dyrkning af biopsimateriale.
Ved biopsi til urease-test testes det antrale biopsimateriale for urease aktivitet, hvilket kan ske ved hjælp af specielle præfabrikerede kits, hvor biopsistykker placeres i en agar indeholdende urea og en pH-indikator og da urease spalter urea til ammoniak, som tidligere omtalt, medfører det en ændring i pH og et omslag i pH-indikator farven som udtryk for tilstedeværelsen af HP. En test som denne tager typisk 24 timer før der foreligger svar, men sensitiviteten er 90-95%, mens specificiteten er 95-100%. Desuden er der udviklet specielle kits der giver svar inden for 1 time, såkaldte rapid urea-test (RUT), hvor biopsimaterialet placeres som i en sandwich mellem en plade der fungerer som pH-indikator og en der indeholder urea. Sensitiviteten og sensitiviteten er noget mindre end 24-timers-testen dog større end 88%.
Histologi kan bruges til at stille den primære diagnose og giver desforuden vigtig information om tilstedeværelse og sværhedsgraden af gastritis eller malignitet i form af metaplasi. Histologi af biopsi har en sensitivitet på 93-96% specificitet på 98-99%, hvis guidelines følges – det er klart at den er afhængig af operatørens erfaring, hvorfra biopsier tages, samt af antallet af biopsistykker.
Biopsimateriale kan også benyttes til dyrkning og resistens og det anbefales at dyrke og resistensbestemme hvis andenvalgsbehandlingen mislykkes, så man på denne baggrund kan skifte til den rette behandling. Dyrkning har en specificitet på 100%, mens sensitiviteten er 90-95%.

## Den medicinske behandling
HP-infektion hos voksne er normalt en kronisk infektion og vil ikke hele uden specifik behandling, dog har man set tilfælde af spontan ”heling” i barndommen, hvilket givetvis skyldes antibiotisk behandling af anden årsag.
Før 1970’erne var medicinsk behandling den kirurgiske underlegen og den gængse behandling af mavesår var på daværende tidspunkt ventrikelresektioner der senere blev udkonkurreret af den mere selektive parietalcellevagotomi, der specifikt sigter mod kun at denervere den syre- og pepsinproducerende øverste 2/3 af ventriklen og som desuden har en lavere mortalitet (mellem 0 og 0,8%) og bivirkningsfrekvens. Indførelsen af histamin-2-receptorantagonisterne blev en ny landvinding for den medicinske behandling og endnu mere med fremstillingen af de mere potente proton(syre)pumpehæmmere (PPI). Og med Marshall og Warrens opdagelser i starten af 80’erne blev et nyt kapitel åbnet i bogen om den medicinske behandling
De europæiske behandlingsguidelines
To gange har ”the European Helicobacter Pylori Study Group” været samlet, hvilket skete første gang i Maastricht i 1996 og senest i september år 2000. Ved seneste møde bestod gruppen af 76 deltagere fra 28 lande – alle specialister (alm. praktiserende læger og speciallæger) inden for HP. Gruppens opgave var at udforme og vedtage en konsensus-politik vedrørende behandlingen af HP og mødet udmøntede sig i ”the Maastricht guidelines”, som er baseret på den seneste evidens, men hvori der lægges op til lokale tilpasninger.
Maastricht guidelines anbefaler at førstevalgsbehandlingen er en PPI i form af Esomeprazol, Lansoprazol, Omeprazol, Pantoprazol eller Rabeprazol. I lande hvor Ranitidinbismuthcitrat (RBC) forhandles kan det erstatte PPI, men hvad enten der benyttes en PPI eller RBC, så anbefales det kombineret med Clarithromycin og Amoxicillin, mens et alternativ er kombinationen PPI/RBC + Clarithromycin og Metronidazol. Der opfordres til ikke at starte med Metronidazol som førstevalg, men gemme det til tilfælde med behandlingssvigt af det primære regime eller i tilfælde af penicillinallergi, hvor det er beregnet som førstevalg.
Kombinationen en PPI med 2 antibiotika, benyttes idet det sure miljø i ventriklen nedsætter effekten af visse antibiotika og kombinationen af 2 antibiotika sammen øger helingsraten og reducerer risikoen for resistens.

## De danske behandlingsguidelines
De danske behandlingsguidelines i Lægemiddelkataloget/Medicin.dk læner sig op af ” the Maastricht guidelines”: Førstevalget er Amoxicillin (1 g x 2) + Clarithromycin (500 mg x 2) med en behandlingsvarighed på 7 dage. Andetvalget er Clarithromycin (500 mg x 2) + Metronidazol (400–500 mg x 2) med en behandlingsvarighed på 7 dage. Tredjevalget er Metronidazol (400–500 mg x 2) + Amoxicillin (750 mg x 3 eller 1 g x 2) med en behandlingsvarighed på 7-14 dage.
De danske PPI udgøres af: Esomeprazol (20 mg x 2) eller Lansoprazol (30 mg x 2) eller Omeprazol (20 mg x 2) eller Pantoprazol (40 mg x 2) eller Rabeprazol (20 mg x 2).
Bivirkninger til eradikationsbehandling forekommer hos op til 21% af patienterne. Amoxicillins typiske bivirkninger er diarre og allergisk reaktion med hududslæt, mens både Metronidazol og Clarithromycins hyppigste bivirkning er en metalsmag i munden. Metronidazol kan desuden være årsag til perifer neuropati og desuden har indtag af Metronidazol det forbehold at patienten skal informeres om at undgå samtidig indtag af alkohol, idet Metronidazol kan fremkalde en disulfiram/antabus-lignende reaktion i kombination med indtag af alkohol. Clarithromycin kan medføre ændret smagssans, kvalme og opkastninger, abdominalsmerter og yderst sjældent ses forlænget QT interval. Bivirkninger til PPI er sjældne.
Da de fleste af de nævnte bivirkninger er af mild karakter, må det forventes at bivirkninger kun i ringe grad er årsag til behandlingsophør.